# Świniarów (gmina)
Świniarów (daw. Czuchleby) – dawna gmina wiejska istniejąca do 1954 roku w woj. lubelskim/warszawskim. Siedzibą władz gminy był Świniarów, a następnie miasto Łosice.
Gmina powstała podczas I wojny światowej w powiecie konstantynowskim z głównej części znoszonej gminy Czuchleby po odłączeniu od niej samych Czuchlebów, które weszły w skład nowej gminy Górki (utworzonej z wewnętrznych części czterech gmin). Gmina Świniarów, która przejęła nazwę od jej (centralnie położonej) ostatniej siedziby składała się odtąd z miejscowości: Biernaty Stare, Biernaty Średnie, Chotycze (folwark i wieś), Dzięcioły, Gaj, Jeziorki, Jeziory, Kozłów, Ludwinówka, Ławy, Łepki Nowe, Łepki Stare, Łózki, Meszki, Nowosielce, Płosodrza, Rudnik, Rudnik-Biernaty, Sewerynów, Szańków, Świniarów, Toporów (folwark i wieś), Woźniki, Wólka i Zakrz (folwark i wieś). Gmina Łosice, a od 1919 miasto Łosice, stanowiła administracyjną enklawę na terenie gminy Świniarów.
W okresie międzywojennym gmina należała do powiatu konstantynowskiego w woj. lubelskim, a po jego likwidacji z dniem 1 kwietnia 1932 roku została włączona do powiatu siedleckiego.
Po wojnie gminy zachowała przynależność administracyjną. 1 stycznia 1949 roku gmina wraz z całym powiatem siedleckim została przeniesiona do woj. warszawskiego. Według stanu z dnia 1 lipca 1952 roku gmina składała się z 21 gromad.
Gmina została zniesiona 29 września 1954 roku wraz z reformą wprowadzającą gromady w miejsce gmin.
Jednostki nie przywrócono 1 stycznia 1973 roku po reaktywowaniu gmin.